# Arquidiócesis de Cosenza-Bisignano
La arquidiócesis de Cosenza-Bisignano (en latín: Archidioecesis Cosentina-Bisinianensis y en italiano: Arcidiocesi di Cosenza-Bisignano) es una circunscripción eclesiástica de la Iglesia católica en Italia. Se trata de una arquidiócesis latina, sede metropolitana de la provincia eclesiástica de Cosenza-Bisignano. Desde el 10 de diciembre de 2022 su arzobispo es Giovanni Checchinato.

## Territorio y organización

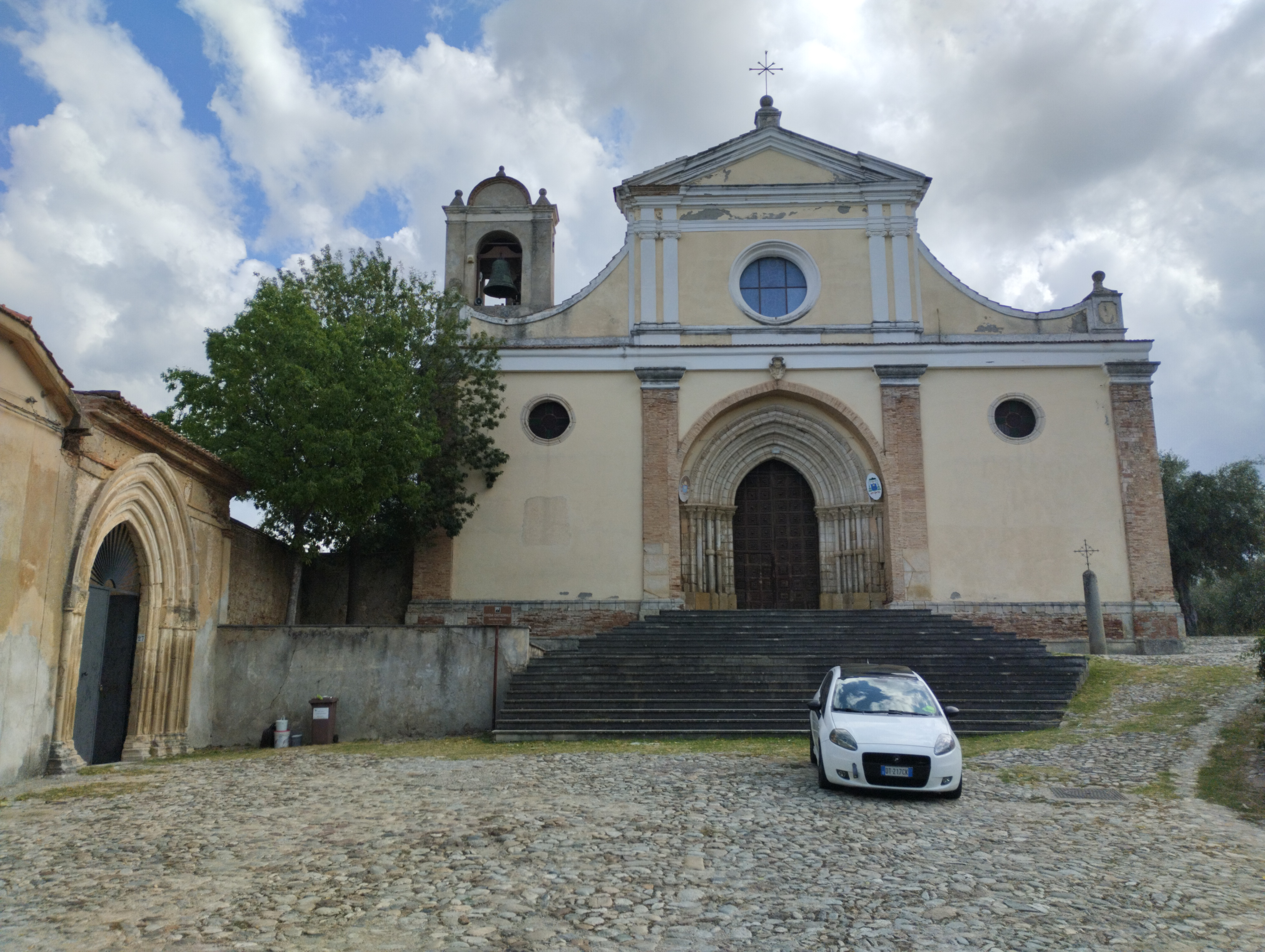
Concatedral de Santa María Asunta, en Bisignano

La arquidiócesis tiene 2537 km² y extiende su jurisdicción sobre los fieles católicos de rito latino residentes en 62 comunas de la provincia de Cosenza en la región de Calabria: Acri, Aiello Calabro, Altilia, Amantea, Aprigliano, Belmonte Calabro, Belsito, Bianchi, Bisignano, Carolei, Carpanzano, Casali del Manco, Castiglione Cosentino, Castrolibero, Celico, Cellara, Cerisano, Cleto, Colosimi, Cosenza, Dipignano, Domanico, Figline Vegliaturo, Fiumefreddo Bruzio, Fuscaldo, Grimaldi, Lago, Lappano, Lattarico, Longobardi, Luzzi, Malito, Mangone, Marano Marchesato, Marano Principato, Marzi, Mendicino, Montalto Uffugo, Paola, Parenti, Paterno Calabro, Pedivigliano, Piane Crati, Pietrafitta, Rende, Rogliano, Rose, Rota Greca, Rovito, San Fili, San Giovanni in Fiore, San Lucido, San Martino di Finita, San Pietro in Amantea, San Pietro in Guarano, San Vincenzo La Costa, Santo Stefano di Rogliano, Scigliano, Serra d'Aiello, Spezzano della Sila, Torano Castello y Zumpano.

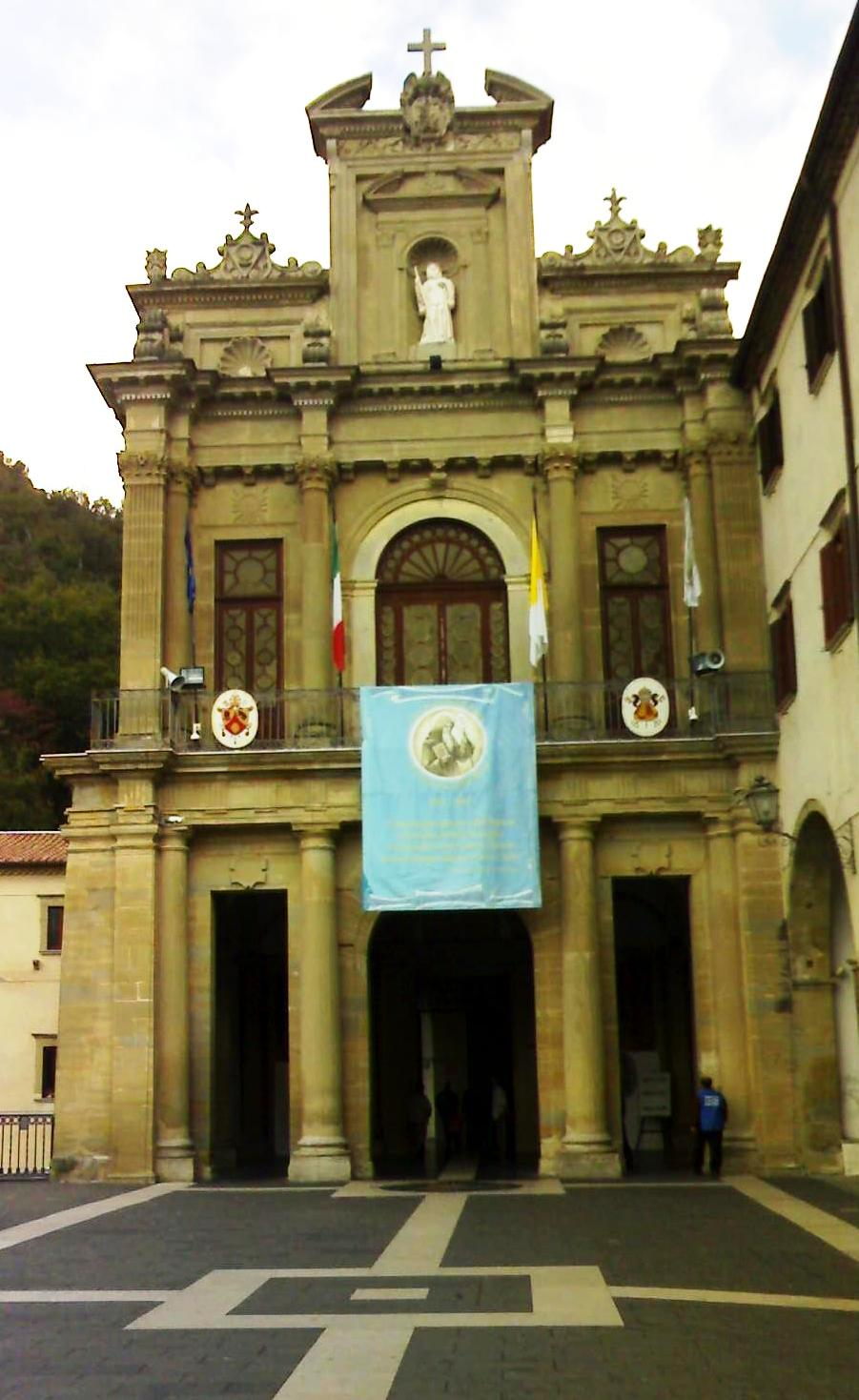
Santuario de San Francisco de Paula, en Paula

La sede de la arquidiócesis se encuentra en la ciudad de Cosenza, en donde se halla la Catedral de Santa María Asunta. En Bisignano se halla la Concatedral de Santa María Asunta. Existen 3 basílicas menores: en Laurignano la de la Virgen de la Cadena, en Paula la del Santuario de San Francisco de Paula y en Acri la de San Ángelo.

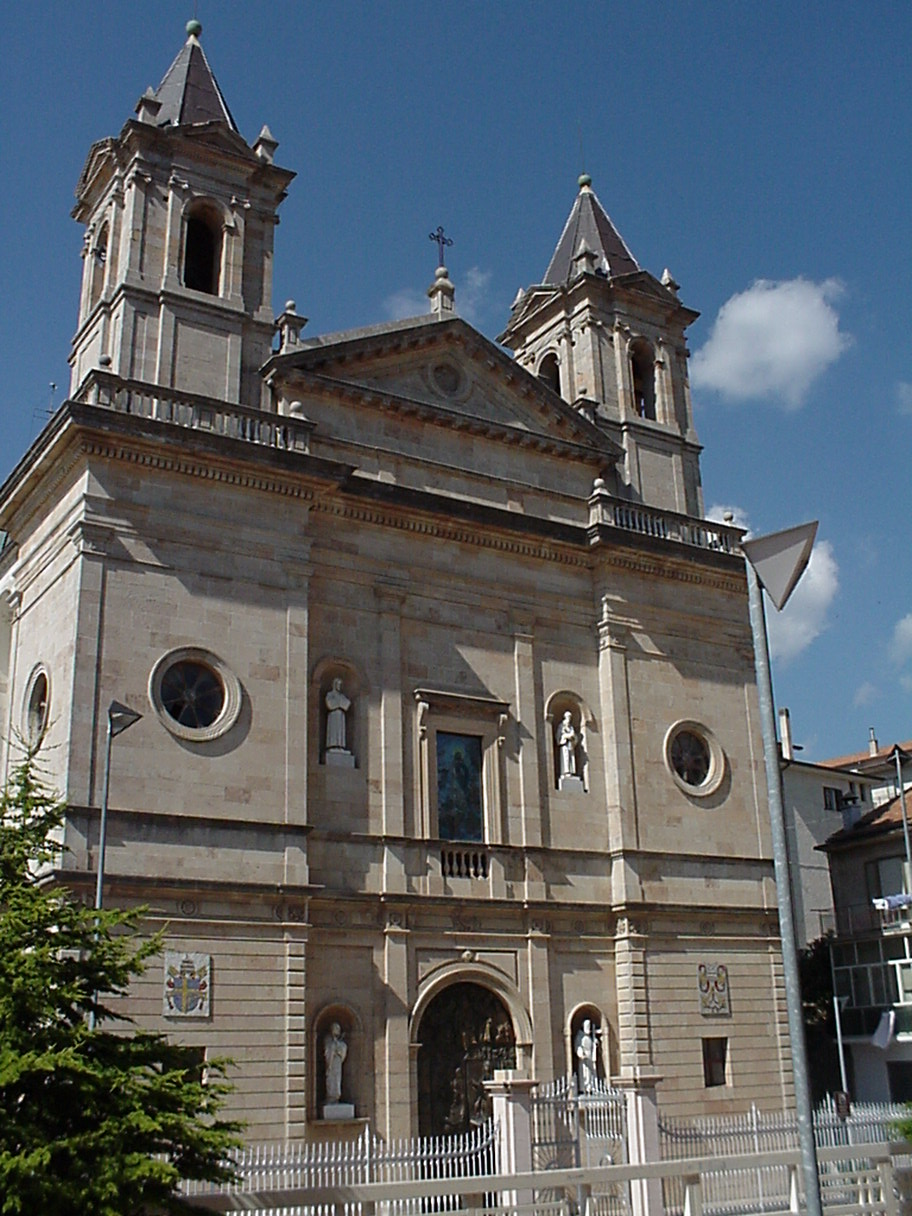
Basílica de San Ángelo, en Acri

La arquidiócesis tiene como sufragáneas a la arquidiócesis de Rossano-Cariati y a las diócesis de Cassano all'Jonioy de San Marco Argentano-Scalea.

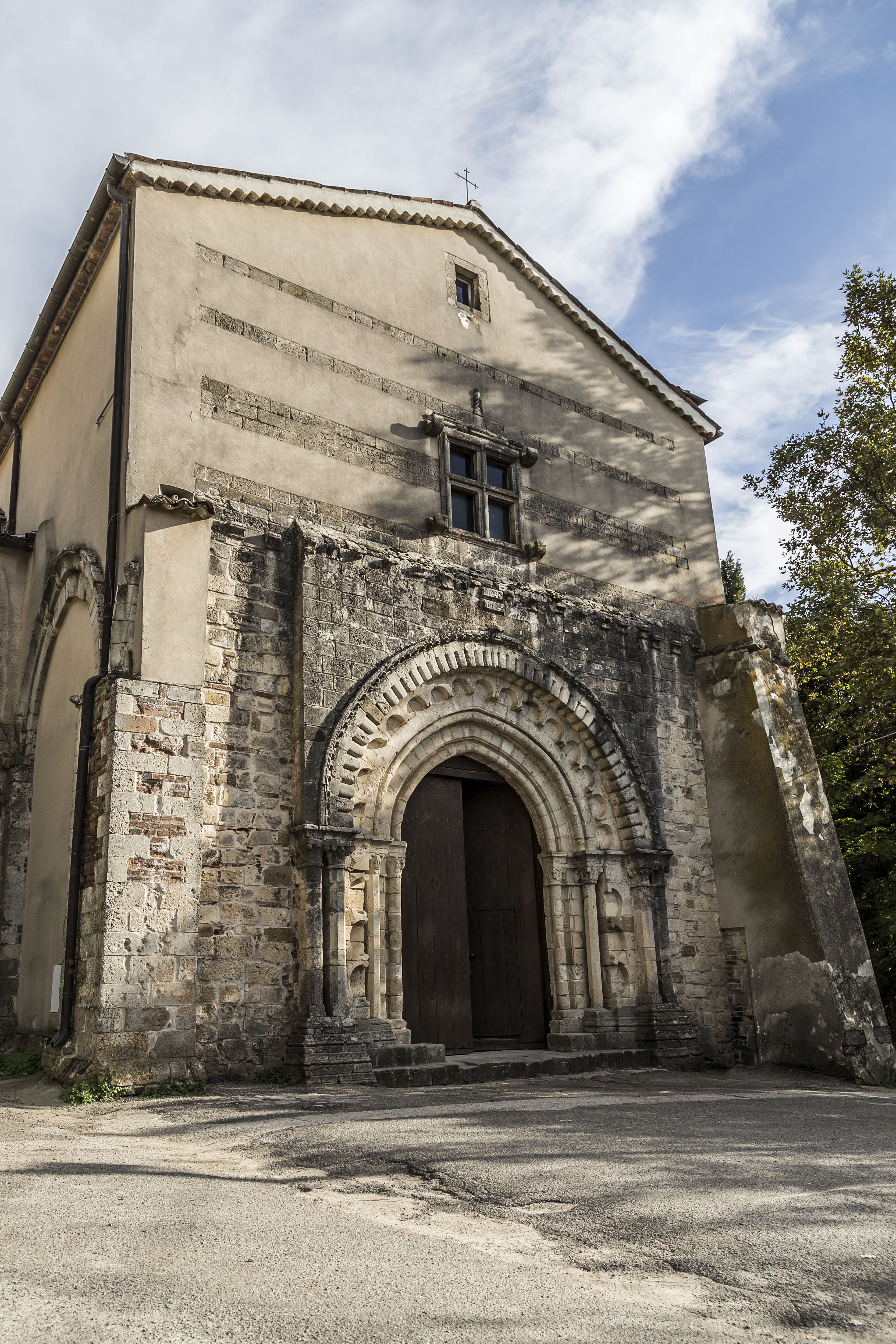
Abadía de Santa María de la Sambucina

En 2021 en la arquidiócesis existían 135 parroquias agrupadas en 8 foranías: Urbana I, Urbana II, Cratense, Marina, Savuto, Serre, Florense y Silana.

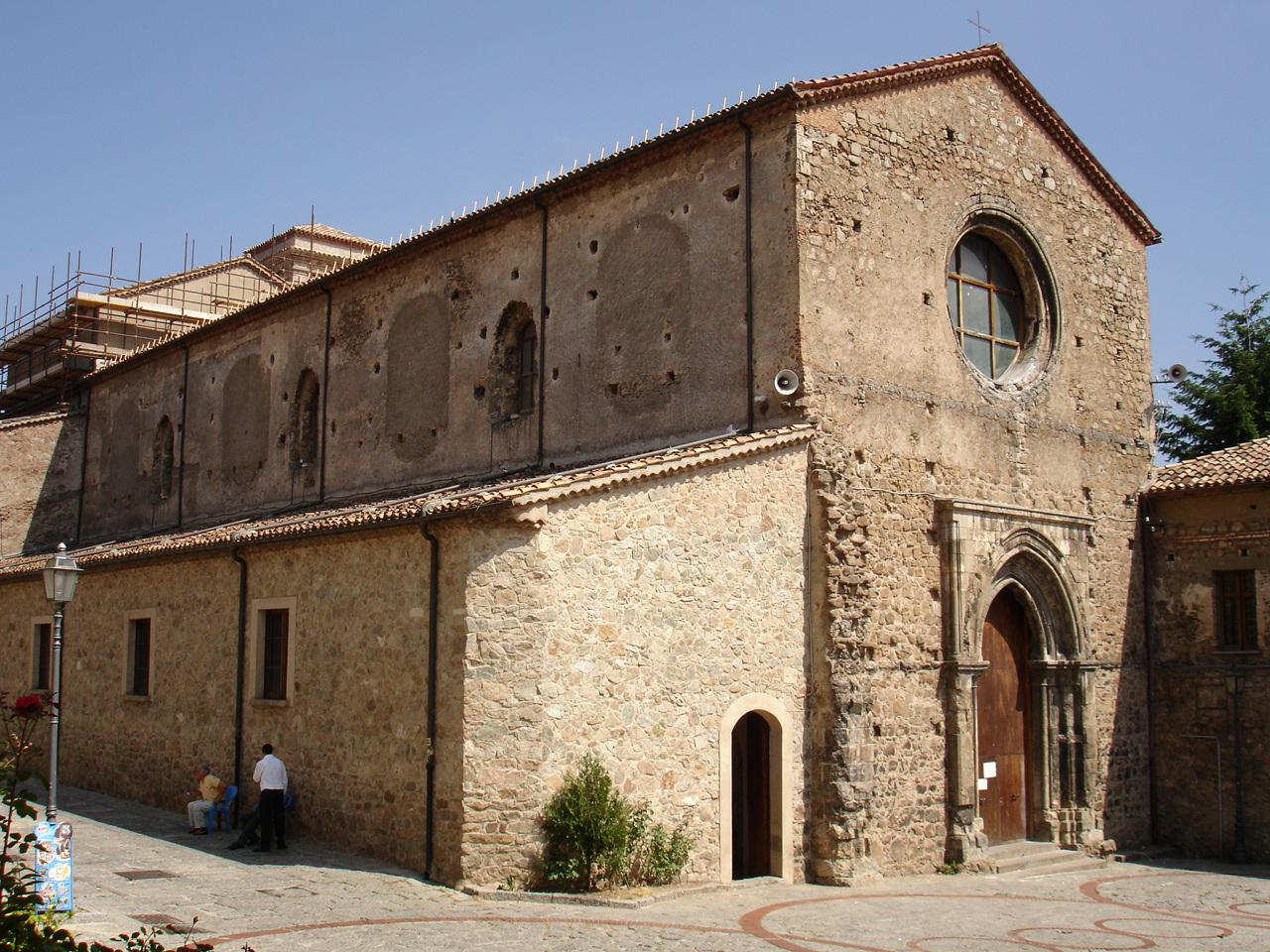
Abadía Florense, en San Giovanni in Fiore

## Historia
La arquidiócesis actual es el resultado de la unión de las antiguas sedes de Cosenza y Bisignano, establecida en 1986.

### Bisignano
El origen de la diócesis de Bisignano es incierto, probablemente erigida entre los siglos VII y VIII sobre parte de los territorios de la antigua diócesis de Thurio, de la que también se originaron las diócesis de Cassano y Rossano. El primer obispo documentado es Anteramo (o Auderamo), que participó en el sínodo reunido por el papa Zacarías en Roma en 743; sin embargo, debido a las diferentes variantes presentes en los manuscritos, este obispo es atribuido por algunos autores a la sede de Bisenzio en el lago de Bolsena.
La diócesis es probablemente de origen bizantino. Ausente en las Notitiae Episcopatuum más antiguas del patriarcado de Constantinopla, Bisignano aparece por primera vez en la redactada en tiempos del emperador bizantino León VI el Sabio, que se remonta a principios del siglo X, entre las sufragáneas de la arquidiócesis de Regio.
La diócesis está documentada en las Notitiae griegas hasta el siglo XII. Sin embargo, cuando Salerno fue elevada a sede metropolitana del rito latino en el siglo X, Bisignano es mencionada continuamente entre las sufragáneas de la provincia eclesiástica de Salerno desde 989 (bula del papa Juan XV) hasta 1058 (bula del papa Esteban IX). Está claro cómo la diócesis fue objeto de discordia entre los patriarcados de Roma y Constantinopla, reflejando así en el campo eclesiástico las dificultades e incertidumbres existentes en el campo político y militar. De hecho, el valle de Cratis fue conquistado por los lombardos en el siglo IX, fue reconquistado por las tropas de Nicéforo II en la segunda mitad del siglo X, para ser definitivamente conquistado por los normandos de Roberto Guiscardo en el siglo XI.
Tras la conquista normanda, en las Provinciales de la segunda mitad del siglo XII Bisignano aparece como sujeto inmediato a la Santa Sede ; esta indicación está sancionada por una bula del papa Celestino III en 1192 y repetida en el Liber Censuum de finales de siglo. Este estatus fue mantenido por la diócesis hasta el siglo XX. Según algunos autores, pero la opinión no es compartida por todos los historiadores, tras la conquista normanda Bisignano cedió parte de su territorio para la erección de la diócesis de San Marco.
La rica documentación relativa a Bisignano desde el siglo X no está igualmente respaldada por una cronología episcopal adecuada. De hecho, históricamente sólo hay tres obispos atestiguados hasta finales del siglo XII: Paschasius, que estuvo entre los firmantes de un diploma del duque Roger I de Sicilia en 1087; Rainaldo, que firmó un diploma a favor del abad de Monreale en 1182; y Roberto, destinatario de la bula del papa Celestino III de 1192.
En el siglo XIII la diócesis, bien definida en sus límites, contaba con una numerosa presencia de iglesias, conventos y propiedades. Un documento redactado en la época del obispo Ruffino (1269) relata un inventario de los bienes de la Iglesia de Bisignano, que se encuentra sustancialmente sin cambios en una audiencia compuesta durante el episcopado de Francesco Piccolomini a principios del siglo XVI.
Entre los siglos XI y XII se fundaron los monasterios más importantes del territorio diocesano. Entre ellos particularmente la abadía de Santa María de la Sambucina, fundada por los benedictinos hacia 1087 y pasada a los cistercienses en 1136, la abadía de San Nicolò di Sellettano y la de San Benedetto, fundada en 1099. «A partir del siglo XIII se difundieron los franciscanos y dominicos, mientras que recién en el siglo XV aparecieron los terciarios y agustinos; en el siglo XVI los mínimos, los capuchinos y los reformados abrieron sus primeros conventos; finalmente, en el siglo XVII se menciona una casa de los padres escolapios. En cuanto a las monjas, hay constancia de tres monasterios: dos de clarisas, ambos en Bisignano, uno construido en el siglo XIII y suprimido después de 1595, el otro a principios del siglo XVII; y uno de capuchinas, fundado en Acri en 1726 por Giuseppe Leopoldo Sanseverino.»
A partir de 1472 varias comunidades de refugiados albaneses, de rito bizantino, se establecieron en el territorio diocesano en los pueblos de Santa Sofia, Pedalato, San Benedetto, Musti, Appio, San Giacomo (Torano), San Benedetto Ullano y San Martino di Finita.
Después del Concilio de Trento se creó el seminario diocesano, querido por Prospero Vitaliani (1569-1575), pero hecho posible por el obispo Gian Giacomo Amati (1607-1611), que le proporcionó los recursos necesarios para su mantenimiento. En el siglo XVIII el obispo Bonaventura Sculco (1765) construyó un nuevo edificio, situado entre la catedral y el palacio episcopal, que dotó al nuevo seminario de una rica biblioteca de más de dos mil volúmenes.
El 27 de junio de 1818 mediante la bula De utiliori del papa Pío VII Bisignano, vacante desde hacía años, se unió aeque principaliter a la diócesis de San Marco Argentano.
Entre los obispos de las sedes unidas en el siglo XIX, se recuerda en particular a Felice Greco (1824-1840), que restauró las catedrales, episcopios y seminarios y construyó el santuario de Pettoruto a sus expensas; y Livio Parladore, obispo durante 39 años (1849-1888), que reconstruyó las estructuras diocesanas después de dos terremotos que sacudieron las dos sedes episcopales, y participó en el Concilio Vaticano I, donde pronunció un discurso a favor del dogma de la infalibilidad papal.
El 13 de febrero de 1919 las comunas de San Benedetto Ullano y Santa Sofia d'Epiro pasaron de la diócesis de Bisignano a la recién erigida eparquía de Lungro de rito bizantino, mediante la bula Catholici fideles del papa Benedicto XV.
El 4 de abril de 1979, mediante la bula Quo aptius del papa Juan Pablo II, Bisignano fue separada de la sede de San Marco Argentano y unida aeque principaliter a la sede de Cosenza.
En el momento de la plena unión con Cosenza, la diócesis de Bisignano incluía 21 parroquias en las comunas de Bisignano (3), Acri (7), Luzzi (3), Rose (1), Lattarico (2), Rota Greca (1), Castillo de Torano (2) y San Martino di Finita (2).

### Cosenza
La tradición, que surgió siglos después, transmite los nombres de dos obispos que vivieron durante el siglo I: Suera (o Sueda), compañero de Esteban de Nicea, presunto protoobispo de Regio; y san Pancracio, que más tarde sería obispo de Taormina. Ambos obispos pueden considerarse figuras legendarias, aunque es posible que en aquella época ya estuviera presente en Cosenza una pequeña comunidad cristiana.
Otros dos obispos, Severo y Sereno, documentados históricamente en el siglo V, son atribuidos por los historiadores locales a la diócesis de Cosenza. Sus nombres aparecen en dos decretales pontificias: la primera del papa Inocencio I de 416, donde se menciona a los obispos Máximo y Severo; el segundo por el papa Gelasio I en 496, dirigido al obispo Sereno. Las decretales no indican la sede de pertenencia de estos obispos, sino sólo expresiones genéricas como «episcopi per Bruttios» o «episcopi Bruttiorum» , demasiado pocas para poder afirmar con certeza que Severus y Serenus fueron obispos de Cosenza.
Para el siglo VI el historiador local Davide Andreotti informa los nombres de otros dos obispos, Teodoro Savelli y Vitaliano, pero no proporciona ninguna prueba documental de ellos y es probable que sean invenciones suyas.
El primer obispo de Cosenza históricamente documentado es Palumbo, cuyo nombre aparece en algunas cartas de Gregorio Magno escritas entre septiembre de 597 y abril de 599. Las cartas de Gregorio Magno nos informan que en el año 602 la Iglesia de Cosenza quedó vacante y confiada al visitador apostólico Venerio, obispo de Vibona.
La serie episcopal de Cosenza está muy incompleta respecto al primer milenio. Después de Palumbo, sólo se conocen tres obispos históricamente ciertos: Juliano, que participó en el concilio romano convocado por el papa Agatón en 680; Pelagio, presente en el sínodo celebrado en Roma en 743 por el papa Zacarías; e Iselgrimo, que en un año no especificado entre 902 y 920 firmó un diploma con el que intercambió tierras con el abad benedictino de San Vincenzo al Volturno. Las cronologías tradicionales y los historiadores locales mencionan otros obispos (Odelberto Squillani, Gherardo, Godelbert, Sigismondo Buglione Gallo y Ugone di Alfione), cuya existencia, sin embargo, se basa en hipótesis no respaldadas por documentación válida y verificable.
Hasta la primera mitad del siglo siglo VIII las diócesis de Calabria estuvieron inmediatamente sujetas a la Santa Sede. Posteriormente, sin embargo, aparecen como sufragáneas del rito griego de la arquidiócesis de Regio en el patriarcado de Constantinopla; Cosenza, al igual que Bisignano, también está documentada en las Notitiae Episcopatuum griegas del siglo X al XII. Sin embargo, debido a la situación política precaria e inestable del valle de Cratis, Cosenza también es mencionada continuamente entre las sufragáneas de la arquidiócesis de Salerno desde 989 (bula del papa Juan XV) hasta 1058 (bula del papa Esteban IX). Está claro cómo la diócesis fue objeto de discordia entre los patriarcados de Roma y Constantinopla, reflejando así en el campo eclesiástico las dificultades e incertidumbres existentes en el campo político y militar. De hecho, el valle de Cratis fue conquistado por los lombardos en el siglo IX, reconquistado por las tropas de Nicéforo II Focas en la segunda mitad del siglo X, para ser conquistado definitivamente por los normandos de Roberto Guiscardo en el siglo XI.
Según Lupo Protospatario, Pedro de Cosenza, fallecido en 1056, tenía el título de arzobispo; Louis Duchesne cree que este título fue concedido por los bizantinos, que habrían proclamado la autocefalia de Cosenza, exenta de la jurisdicción metropolitana de Regio. Sin embargo, la bula del papa Esteban IX de 1058 somete Cosenza a la metrópolis de Salerno, situación jurídica confirmada por el sucesor de Pedro, Arnolfo, que aún firma como obispo simple en la carta sinodal de la elección del papa Nicolás II del 13 de abril de 1059; unos meses más tarde, sin embargo, en el Concilio de Melfi celebrado en agosto de 1059, el propio Arnolfo aparece entre los arzobispos exentos de jurisdicción metropolitana. Por lo tanto, es presumible que Cosenza fue elevada al rango de arquidiócesis inmediatamente sujeta a la Santa Sede en el período comprendido entre abril y agosto de 1059.
Documentos pontificios posteriores confirmaron el estatus de sede arzobispal; con el título de arzobispo y legado papal, Arnulfo fue designado para presidir un sínodo en Bari en 1063; el título fue concedido a Ruffo en 1077 y a Arnulfo II en 1093; en 1098 el papa Urbano II confirmó los derechos metropolitanos de Salerno sobre las sedes de Acerenza y Conza, pero no sobre Cosenza, ahora sede autónoma.
En el siglo XII la sede de Cosenza fue elevada aún más en rango, con el establecimiento de una provincia eclesiástica de Cosenza, documentada por primera vez en el III Concilio de Letrán de 1179, donde la diócesis de Martirano fue indicada como sufragánea de Cosenza.
Entre los arzobispos posteriores de Cosenza, se recuerda en particular al cisterciense Luca Campano (1203-1227), que hizo reconstruir la catedral, destruida por el terremoto de 1184, y que consagró, en presencia del emperador Federico II, en 1222. A finales del siglo XII Joaquín de Fiore había fundado una orden monástica en la diócesis aprobada por el papa Celestino III en 1196. En el siglo XV el arzobispo Pirro Caracciolo (1452-1481) se distinguió por completar la construcción de la iglesia de Santo Domingo y erigir el hospital de la Santissima Annunziata; en 1471 fue el primero en dar aprobación diocesana a las reglas de la Orden de Mínimos, fundada por san Francisco de Paula.
Después del Concilio de Trento los obispos se preocuparon de aplicar sus decisiones reformadoras. Tommaso Telesio (1565-1568), el primer obispo de origen Cosenza después de siglos, residió permanentemente en la diócesis después de una larga serie de arzobispos que nunca pusieron un pie en Cosenza; fue responsable del establecimiento del seminario en algunas salas del palacio episcopal; en 1590 el arzobispo Giovanni Evangelista Pallotta dio sede definitiva al seminario, confiado a la enseñanza de los jesuitas.
En la época del arzobispo Andrea Matteo Acquaviva de Aragón (1573-1576), se extendió el culto a la Virgen del Pilerio, patrona de la ciudad y de la arquidiócesis de Cosenza. Se atribuye a Fantino Petrignani (1577-1585) un sínodo provincial. Durante el largo episcopado de Giovanni Battista Costanzo (1591-1617) fueron convocados tres sínodos diocesanos y un concilio provincial (1596), en los que participó no sólo el obispo de Martirano, sino también los de Umbríatico, San Marco y Cariati; Costanzo también dispuso realizar una visita pastoral por toda la arquidiócesis. Los prelados de Cosenza celebraron otros sínodos diocesanos hasta finales del siglo XVIII.
Tras el concordato de 1818 entre el Reino de Nápoles y la Santa Sede, la diócesis de Martirano, única sufragánea de Cosenza, fue suprimida, por lo que perdió su dignidad metropolitana y pasó a ser sede arzobispal inmediatamente sujeta a la Santa Sede.
En el siglo XIX los arzobispos tuvieron que comprometerse en la reconstrucción moral y religiosa del territorio después del período napoleónico y de la primera supresión de los religiosos, a la que siguió una segunda en conjunción con la unificación de Italia; en este período sólo hubo tres arzobispos de Cosenza, que cubrieron, con largos episcopados, casi un siglo de vida diocesana, a saber, Domenico Narni Mancinelli (1818-1832), Lorenzo Pontillo (1834-1873) y Camillo Sorgente (1874-1911).
Después de cerca de mil años de continuidad territorial dentro de las mismas fronteras, el 16 de diciembre de 1963 mediante decreto Cum territorium la arquidiócesis se amplió para incluir las comunas de Amantea, Aiello Calabro, Serra d'Aiello, San Pietro in Amantea, Belmonte, Cleto, Falconara Albanese, Fiumefreddo Bruzio, Lombardos y las parroquias de Laghitello y Terrati (en la comuna de Lago), que anteriormente pertenecían a la diócesis de Tropea. Otros cambios territoriales se produjeron los días 21 y 22 de noviembre de 1973, cuando las comunas de Scigliano, Pedivigliano, Colosimi, Bianchi y Panettieri, que pertenecían a la diócesis de Nicastro (hoy diócesis de Lamezia Terme), fueron agregados a la arquidiócesis mediante el decreto Quo aptius y Falconara Albanesela parroquia de rito griego de la eparquía de Lungro.
En 1978 se fundó en Cosenza la parroquia de rito griego del Santísimo Salvatore, que pasó a manos de los eparcas de Lungro.
Durante el episcopado de Dino Trabalzini se construyó en Rende un nuevo seminario arzobispal, que acogió al papa Juan Pablo II durante su visita pastoral a la arquidiócesis en octubre de 1984.

### Cosenza-Bisignano
El 4 de abril de 1979, en virtud de la bula Quo aptius del papa Juan Pablo II, las dos diócesis de Cosenza y Bisignano fueron unidas aeque principaliter. El 30 de septiembre de 1986, con el decreto Instantibus votis de la Congregación para los Obispos, la unión quedó plena y la nueva circunscripción eclesiástica tomó su nombre actual.
El 6 de marzo de 1989, con la carta apostólica Caelestis Matris, el papa Juan Pablo II confirmó a la Bienaventurada Virgen María, venerada con el nombre de Virgen del Pilerio, patrona de la arquidiócesis.
El 18 de noviembre de 1989 la parroquia de Panettieri fue entregada a la arquidiócesis de Catanzaro mediante el decreto Ad uberius de la Congregación para los Obispos; otro cambio territorial fue sancionado el 18 de noviembre de 1997, cuando las parroquias de Acquappesa y Guardia Piemontese fueron entregadas a la diócesis de San Marco Argentano-Scalea mediante otro decreto de la Congregación para los Obispos llamado Ad uberius.
El 30 de enero de 2001 Cosenza-Bisignano fue restablecida en rango metropolitano con la bula Maiori Christifidelium del papa Juan Pablo II.
El 25 de junio de 2013 se inauguró el museo diocesano de Cosenza en los locales del antiguo seminario de la ciudad.

## Estadísticas
Según el Anuario Pontificio 2022 la arquidiócesis tenía a fines de 2021 un total de 376 615 fieles bautizados.
| Año                                                                             | Población            | Población | Población      | Sacerdotes | Sacerdotes    | Sacerdotes    | Bautizados por sacerdote | Diáconos permanentes | Religiosos | Religiosos | Parroquias |
| Año                                                                             | Bautizados católicos | Total     | % de católicos | Total      | Clero secular | Clero regular | Bautizados por sacerdote | Diáconos permanentes | Varones    | Mujeres    | Parroquias |
| ------------------------------------------------------------------------------- | -------------------- | --------- | -------------- | ---------- | ------------- | ------------- | ------------------------ | -------------------- | ---------- | ---------- | ---------- |
| Arquidiócesis de Cosenza                                                        |                      |           |                |            |               |               |                          |                      |            |            |            |
| 1950                                                                            | 238 256              | 240 656   | 99.0           | 252        | 180           | 72            | 945                      |                      |            |            | 120        |
| 1969                                                                            | 293 712              | 294 712   | 99.7           | 237        | 152           | 85            | 1239                     |                      | 113        | 543        | 114        |
| Arquidiócesis de Cosenza y Bisignano                                            |                      |           |                |            |               |               |                          |                      |            |            |            |
| 1980                                                                            | 348 041              | 349 207   | 99.7           | 308        | 172           | 136           | 1130                     |                      | 168        | 561        | 200        |
| Arquidiócesis de Cosenza-Bisignano                                              |                      |           |                |            |               |               |                          |                      |            |            |            |
| 1990                                                                            | 370 981              | 376 970   | 98.4           | 274        | 150           | 124           | 1353                     | 1                    | 136        | 548        | 125        |
| 1999                                                                            | 378 000              | 380 000   | 99.5           | 233        | 133           | 100           | 1622                     | 12                   | 110        | 400        | 124        |
| 2000                                                                            | 372 000              | 380 000   | 97.9           | 238        | 138           | 100           | 1563                     | 11                   | 112        | 573        | 126        |
| 2001                                                                            | 372 000              | 380 000   | 97.9           | 238        | 138           | 100           | 1563                     | 14                   | 113        | 573        | 127        |
| 2002                                                                            | 373 000              | 381 000   | 97.9           | 251        | 151           | 100           | 1486                     | 25                   | 113        | 590        | 127        |
| 2003                                                                            | 374 000              | 382 000   | 97.9           | 254        | 154           | 100           | 1472                     | 26                   | 113        | 590        | 126        |
| 2004                                                                            | 377 000              | 379 000   | 99.5           | 252        | 152           | 100           | 1496                     | 25                   | 113        | 590        | 126        |
| 2006                                                                            | 381 000              | 383 000   | 99.5           | 263        | 163           | 100           | 1448                     | 35                   | 113        | 590        | 127        |
| 2013                                                                            | 396 000              | 399 000   | 99.2           | 239        | 156           | 83            | 1656                     | 41                   | 91         | 293        | 132        |
| 2016                                                                            | 378 740              | 384 150   | 98.6           | 236        | 153           | 83            | 1604                     | 43                   | 90         | 285        | 132        |
| 2019                                                                            | 381 148              | 383 408   | 99.4           | 215        | 147           | 68            | 1772                     | 40                   | 79         | 262        | 131        |
| 2021                                                                            | 376 615              | 378 850   | 99.4           | 218        | 150           | 68            | 1727                     | 36                   | 76         | 250        | 135        |
| Fuente: Catholic-Hierarchy, que a su vez toma los datos del Anuario Pontificio. |                      |           |                |            |               |               |                          |                      |            |            |            |

## Episcopologio

### Obispos de Bisignano
- Anteramo? † (mencionado en 743)[nota 5]
- Ulutto? † (mencionado en 970)[nota 6]
- Pascasio † (mencionado en 1087)[6]
- Rainaldo † (mencionado en 1182)[27]
- Roberto † (mencionado en 1192)[27]
- Anónimo † (mencionado en 1200 y en 1203)[27]
- P. † (mencionado en 1208)[27]
- Anónimo † (mencionado en 1215 y en 1216)[27]
- Guglielmo I † (antes de 1220-después de 1224)[27]
- Pietro † (antes de 1235-después de 1238)[27]
- Rainuccio, O.F.M. † (8 de noviembre de 1254-?)[27]
- Anónimo † (mencionado en 1256 y en 1258)[27]
- Anónimo † (mencionado en 1262 y en 1264)[27]
- Ruffino † (mencionado antes de 1269)[27]
- Anónimo † (mencionado en 1272)[27]
- Goffredo Solima † (antes del14 de julio de 1274-circa 1295 falleció)[27]
- Guglielmo Rende † (16 de abril de 1295-1315 falleció)
- Goffredo Luzzi † (14 de noviembre de 1316-1319 falleció)
- Nicolò de Acerno † (2 de abril de 1319-22 de octubre de 1331 nombrado obispo de Nola)
- Federico † (22 de octubre de 1331-junio de 1339 falleció)
  - Sede interdicta (1339-1347)
- Cristoforo † (19 de febrero de 1347-1354 falleció)
- Giovanni de' Marignolli, O.F.M. † (12 de mayo de 1354-1359 falleció)
- Giovanni Savelli, O.F.M. † (22 de marzo de 1359-1382 falleció)
- Martino de Campo de Petra † (2 de julio de 1382-?)
- Landolfo † (?-1389 falleció)
- Giacomo † (16 de diciembre de 1389-1429 falleció)
- Antonio di Carolei † (25 de febrero de 1429-1445 falleció)
- Nicola Piscicelli † (11 de septiembre de 1445-21 de abril de 1449 nombrado arzobispo de Salerno)
- Giovanni Frangipani † (14 de mayo de 1449-1486 falleció)
- Bernardino Ferrari † (22 de septiembre de 1486-1498 falleció)
- Francesco Piccolomini † (3 de diciembre de 1498-1530 falleció)
- Fabio Arcella † (24 de enero de 1530-5 de marzo de 1537 nombrado obispo de Policastro)
  - Niccolò Caetani di Sermoneta † (5 de marzo de 1537-13 de marzo de 1549 renunció) (administrador apostólico)
- Domenico Somma † (13 de marzo de 1549-24 de diciembre de 1558 falleció)
  - Niccolò Caetani di Sermoneta † (24 de diciembre de 1558-1560 renunció) (administrador apostólico, por segunda vez)
- Sante Sacco † (7 de febrero de 1560-?)
  - Niccolò Caetani di Sermoneta † (? renunció) (administrador apostólico, por tercera vez)
- Luigi Cavalcanti † (30 de enero de 1563-1564 falleció)
- Martino Terracina † (28 de julio de 1564-1566 falleció)
- Filippo Spinola † (8 de febrero de 1566-9 de marzo de 1569 nombrado obispo de Nola)
- Prospero Vitaliani † (22 de abril de 1569-1575 renunció)
- Giovanni Andrea Signati † (23 de septiembre de 1575-noviembre de 1575 falleció)
- Pompeo Belli † (2 de diciembre de 1575-1584 falleció)
- Domenico Petrucci † (23 de julio de 1584-1598 falleció)
- Bernardo del Nero, O.P. † (25 de mayo de 1598-1607 renunció)
- Gian Giacomo Amati † (2 de abril de 1607-1611 falleció)
- Mario Orsini † (31 de enero de 1611-24 de abril de 1624 nombrado obispo de Tívoli)
- Alderano Bellatto † (15 de abril de 1624-1626 renunció)
- Giovanni Battista de Paola † (27 de mayo de 1626-1658 falleció)
- Carlo Filippo Mei, B. † (8 de julio de 1658-1664 falleció)
- Paolo Piromalli, O.P. † (15 de diciembre de 1664-28 de mayo de 1667 falleció)
- Giuseppe Maria Sebastiani, O.C.D. † (22 de agosto de 1667-3 de octubre de 1672 nombrado obispo de Città di Castello)
- Onofrio Manes † (3 de octubre de 1672-22 de noviembre de 1679 falleció)
- Giuseppe Consoli † (7 de octubre de 1680-marzo de 1706 falleció)
- Pompilio Berlingieri † (17 de mayo de 1706-marzo de 1721 falleció)
- Felice Solazzo Castriotta † (16 de julio de 1721-18 de junio de 1745 renunció[nota 7])
- Bonaventura Sculco † (21 de junio de 1745-20 de septiembre de 1781 falleció)
  - Sede vacante (1781-1792)
- Lorenzo Maria Varano, O.P. † (18 de junio de 1792-9 de diciembre de 1803 falleció)
  - Sede vacante (1803-1818)
  - Sede unida aeque principaliter a San Marco Argentano (1818-1979)[nota 8]
  - Sede unida aeque principaliter a Cosenza (1979-1986)[nota 9]

### Obispos y arzobispos de Cosenza
- Palumbo † (antes de septiembre de 597-después de abril de 599)[12]
- Giuliano † (mencionado en 680)
- Pelagio † (mencionado en 743)
- Iselgrimo † (mencionado en 902/920)[16]
- Pietro I † (?-1056 falleció)
- Arnolfo I † (antes de abril de 1059-después de 1065)[28]
- Ruffo I † (mencionado en 1077)
- Arnolfo II † (mencionado de abril de 1093 a septiembre de 1123)[29][nota 10]
- Simone † (mencionado en 1124 y en 1127)[16][nota 11]
- Arnolfo III † (mencionado en 1140)[30]
- Alfano † (mencionado en 1147)[16]
- Riccardo † (mencionado en 1166)[31]
- Sanzio † (mencionado en 1168)[31]
- Ruffo II † (antes de febrero de 1177-24 de mayo de 1184 falleció)[32]
- Pietro II? † (mencionado en 1185 circa)[32]
- Bonomo † (antes de 1195-después de 1199)[32]
- Andrea I † (1201-después del 15 de noviembre de 1202 falleció)[32]
- Luca Campano, O.Cist. † (antes del12 de febrero de 1203-después de julio de 1227 falleció)[32]
- Opizone di Asti † (antes de noviembre de 1230-después de febrero de 1241 falleció)[32]
  - P. † (circa 1241/1252) (obispo electo)[32]
  - Ildobrandino Guidone Cacciaconte † (circa 1252/1255) (obispo electo)[32]
- Bartolomeo Pignatelli † (4 de noviembre de 1254-30 de septiembre de 1266 nombrado arzobispo de Mesina)
- Tommaso Agni, O.P. † (18 de abril de 1267-19 de marzo de 1272 nombrado patriarca de Jerusalén)
  - Riccardo da Benevento † (1272-? falleció) (obispo electo)
- Belprando † (30 de noviembre de 1276-1278 falleció)
- Pietro III, O.P. † (5 de abril de 1278-1290 falleció)
  - Adamo De Ducy † (17 de noviembre de 1290-1295 falleció) (obispo electo)
- Ruggero di Narenta † (15 de agosto de 1295-1298 falleció)
- Pietro Boccaplanula, O.F.M. † (3 de octubre de 1298-1319 falleció)
- Nicola † (24 de junio de 1320-1330 falleció)
- Francesco Della Marra † (25 de mayo de 1330-1353 falleció)
- Pietro de Galganis † (29 de enero de 1354-3 de noviembre de 1362 falleció)
- Nicola Caracciolo † (14 de diciembre de 1362-1365 falleció)
- Cerretano dei Cerretani † (21 de febrero de 1365-1377 falleció)
- Niccolò Brancaccio † (13 de enero de 1377-18 de diciembre de 1378 renunció)
- Giovanni da Camerino † (24 de enero de 1379-? falleció)
- Andrea II † (2 de diciembre de 1383-?)
- Tirello Caracciolo Pisquizi † (24 de abril de 1388-1412 falleció)
- Francesco Tomacelli † (5 de enero de 1413-3 de agosto de 1424 nombrado obispo de Capaccio)
- Bernardino o Berardo Caracciolo † (3 de agosto de 1425-1452 falleció)
- Pirro Caracciolo † (20 de noviembre de 1452-1 de agosto de 1481 falleció)
  - Giovanni d'Aragona † (14 de noviembre de 1481-17 de octubre de 1485 falleció) (administrador apostólico)
- Niccolò Cybo † (19 de octubre de 1485-24 de abril de 1489 nombrado arzobispo de Arlés)
- Carlo Domenico del Carretto † (24 de abril de 1489-10 de octubre de 1491 nombrado obispo de Angers)
- Battista Pinelli † (10 de octubre de 1491-1495 falleció)
- Bartolomeo Flores † (4 de agosto de 1495-1497 depuesto)
- Ludovico Agnelli † (16 de octubre de 1497-3 de noviembre de 1499 falleció)
- Francisco de Borja † (6 de noviembre de 1499-4 de noviembre de 1511 falleció)
- Giovanni Ruffo de Theodoli † (6 de noviembre de 1511-1527 falleció)
  - Niccolò Gaddi † (31 de enero de 1528-21 de junio de 1535 renunció) (administrador apostólico)
- Taddeo Gaddi † (21 de junio de 1535-22 de diciembre de 1561 falleció)
  - Francesco Gonzaga † (2 de junio de 1562-12 de enero de 1565 renunció) (administrador apostólico)
- Tommaso Telesio (o Milesio) † (12 de enero de 1565-10 de enero de 1568 falleció)
  - Flavio Orsini † (24 de enero de 1569-16 de septiembre de 1573 renunció) (administrador apostólico)
- Andrea Matteo Acquaviva d'Aragona † (16 de septiembre de 1573-6 de noviembre de 1576 falleció)
- Fantino Petrignani † (6 de enero de 1577-1585 renunció)
- Silvio Passerini † (20 de mayo de 1585-1587 falleció)
- Giovanni Evangelista Pallotta † (11 de septiembre de 1587-5 de abril de 1591 renunció)
- Giovanni Battista Costanzo † (5 de abril de 1591-1617 falleció)
- Paolo Emilio Santoro † (3 de julio de 1617-20 de noviembre de 1623 nombrado arzobispo de Urbino)
- Giulio Antonio Santoro † (29 de enero de 1624-28 de septiembre de 1638 falleció)
- Martino Alfieri † (11 de abril de 1639-1641 falleció)
- Antonio Ricciulli † (27 de noviembre de 1641-mayo de 1643 falleció)
- Alfonso Castiglion Morelli † (31 de agosto de 1643-22 de febrero de 1649 falleció)
- Giuseppe Maria Sanfelice † (22 de agosto de 1650-10 de noviembre de 1660 falleció)
- Gennaro Sanfelice † (21 de noviembre de 1661-19 de febrero de 1694 falleció)
- Eligio Caracciolo † (15 de marzo de 1694-17 de octubre de 1700 falleció)
- Andrea Brancaccio, C.R. † (18 de abril de 1701-4 de junio de 1725 falleció)
- Vincenzo Maria d'Aragona, O.P. † (23 de julio de 1725-18 de abril de 1743 falleció)
- Francesco Antonio Cavalcanti, C.R. † (20 de mayo de 1743-7 de enero de 1748 falleció)
- Michele Maria Capece Galeota, C.R. † (6 de mayo de 1748-20 de agosto de 1764 nombrado arzobispo de Capua)
- Antonio d'Afflitto, C.R. † (20 de agosto de 1764-26 de octubre de 1772 falleció)
- Gennaro Clemente Francone † (14 de diciembre de 1772-27 de febrero de 1792 nombrado arzobispo a título personal de Gaeta)
- Raffaele Mormile, C.R. † (27 de febrero de 1792-28 de marzo de 1803 nombrado arzobispo de Palermo)
- Vincenzo Nicola Pasquale Dentice, O.S.B. † (26 de junio de 1805-1 de noviembre de 1806 falleció)
  - Sede vacante (1806-1818)
- Domenico Narni Mancinelli † (6 de abril de 1818-24 de febrero de 1832 nombrado obispo de Caserta)
- Lorenzo Pontillo † (20 de enero de 1834-10 de noviembre de 1873 falleció)
- Camillo Sorgente † (4 de mayo de 1874-2 de octubre de 1911 falleció)
- Tommaso Trussoni † (14 de diciembre de 1912-9 de abril de 1934 renunció[nota 12])
- Roberto Nogara † (22 de agosto de 1934-24 de abril de 1940 falleció)
- Aniello Calcara † (1 de julio de 1940-5 de julio de 1961 falleció)
- Domenico Picchinenna † (4 de septiembre de 1961-29 de mayo de 1971 nombrado arzobispo coadjutor de Catania[nota 13])
- Enea Selis † (2 de septiembre de 1971-30 de octubre de 1979 renunció)
- Dino Trabalzini † (18 de marzo de 1980-30 de septiembre de 1986 nombrado arzobispo de Cosenza-Bisignano)

### Arzobispos de Cosenza-Bisignano
- Dino Trabalzini † (30 de septiembre de 1986-6 de junio de 1998 retirado)
- Giuseppe Agostino † (6 de junio de 1998-18 de diciembre de 2004 retirado)
- Salvatore Nunnari (18 de diciembre de 2004-15 de mayo de 2015 retirado)
- Francescantonio Nolè, O.F.M.Conv. † (15 de mayo de 2015-15 de septiembre de 2022 falleció)[nota 14]
- Giovanni Checchinato, desde el 10 de diciembre de 2022

### Para Cosenza
- (en italiano) Ferdinando Ughelli, Italia sacra, vol. IX, segunda edición, Venecia, 1721, col. 183-270
- (en italiano) Vincenzio d'Avino, Cenni storici sulle chiese arcivescovili, vescovili e prelatizie (nullius) del Regno delle Due Sicilie, Nápoles, 1848, pp. 229-234
- (en italiano) Giuseppe Cappelletti, Le Chiese d'Italia dalla loro origine sino ai nostri giorni, Venecia, 1870, vol. XXI, pp. 285-295
- (en italiano) Francesco Lanzoni, Le diocesi d'Italia dalle origini al principio del secolo VII (an. 604), vol. I, Faenza, 1927, p. 343
- (en francés) R. Van Doren, v. Cosenza, in Dictionnaire d'Histoire et de Géographie Ecclésiastiques, t. XIII, París, 1956, col. 928-930
- (en alemán) Norbert Kamp, Kirche und Monarchie im staufischen Königreich Sizilien, vol. 2, Prosopographische Grundlegung: Bistümer und Bischöfe des Königreichs 1194 - 1266; Apulien und Kalabrien, Múnich, 1975, pp. 830-862
- (en latín) Paul Fridolin Kehr, Italia pontificia, vol. X, Berlín, 1975, pp. 109-117
- (en latín) Pius Bonifacius Gams, Series episcoporum Ecclesiae Catholicae, Graz, 1957, pp. 878-879
- (en latín) Konrad Eubel, Hierarchia Catholica Medii Aevi, vol. 1, p. 220; vol. 2, pp. 141-142; vol. 3, pp. 183-184; vol. 4, p. 171; vol. 5, p. 179; vol. 6, pp. 190-191
- (en italiano) Enzo Gabrieli, Cronotassi degli arcivescovi di Cosenza. Appunti di storia della diocesi di Cosenza-Bisignano, I Quaderni di Parola di Vita, del 24 de marzo de 2016

### Para Bisignano
- (en latín) Ferdinando Ughelli, Italia sacra, vol. I, segunda edición, Venecia, 1717, col. 519-525
- (en italiano) Vincenzio d'Avino, Cenni storici sulle chiese arcivescovili, vescovili e prelatizie (nullius) del Regno delle Due Sicilie, Nápoles, 1848, pp. 65-72
- (en italiano) Giuseppe Cappelletti, Le Chiese d'Italia dalla loro origine sino ai nostri giorni, Venecia, 1870, vol. XXI, pp. 411-415
- (en francés) F. Bonnard, v. Bisignano, en Dictionnaire d'Histoire et de Géographie Ecclésiastiques, t. IX, París, 1937, col. 7-8
- (en alemán) Norbert Kamp, Kirche und Monarchie im staufischen Königreich Sizilien, vol. 2, Prosopographische Grundlegung: Bistümer und Bischöfe des Königreichs 1194 - 1266; Apulien und Kalabrien, Múnich, 1975, pp. 810-815
- (en latín) Paul Fridolin Kehr, Italia pontificia, vol. X, Berlín, 1975, pp. 93-98
- (en latín) Pius Bonifacius Gams, Series episcoporum Ecclesiae Catholicae, Graz, 1957, p. 858
- (en latín) Konrad Eubel, Hierarchia Catholica Medii Aevi, vol. 1, p. 136; vol. 2, p. 106; vol. 3, p. 134; vol. 4, p. 117; vol. 5, pp. 119-120; vol. 6, p. 263